# N698 (België)
De N698 is een gewestweg in de Belgische provincies Luik en Namen. De weg verbindt de N90 in Ahin ten westen van Hoei met de N921 in Ohey. De route heeft een lengte van ongeveer 14 kilometer.

## Plaatsen langs de N698
- Ahin
- Saint-Léonard
- Perwez
- Devant-le-Bois
- Matagne
- Ohey

## N698a
De N698a is een gewestweg in de Belgische provincie Luik. De weg verbindt de N698 in Saint-Léonard met de N641 in Hoei. De route heeft een lengte van ongeveer 600 meter.